# آسباخ-زیکنبرگ
آسباخ-زیکنبرگ (به آلمانی: Asbach-Sickenberg) یک شهر در آلمان است که در آیشسفلد واقع شده‌است. آسباخ-زیکنبرگ ۱۲۰ نفر جمعیت دارد.